# Olympische Winterspiele 2018/Shorttrack – 1500 m (Frauen)
Der Shorttrack-Wettbewerb über die 1500 Meter der Frauen bei den Olympischen Winterspielen 2018 in Pyeongchang wurde am 17. Februar 2018 in der Gangneung Ice Arena ausgetragen und er bestand aus sechs Vorläufen und aus drei Halbfinalläufen sowie einem A- und B-Finale. An dem Wettbewerb nahmen insgesamt 36 Starterinnen aus 17 Nationen teil.
Die Weltrekordlerin Choi Min-jeong aus Südkorea sicherte sich den Olympiasieg vor Li Jinyu aus China. Die Bronzemedaille gewann die Kanadierin Kim Boutin. Mit Anna Seidel und Bianca Walter nahmen zwei deutsche Starterinnen am Wettbewerb teil. Während Walter bereits in den Vorläufen ausschied, erreichte Anna Seidel die Halbfinalläufe und schied dort aus. Aus Österreich, der Schweiz oder Liechtenstein waren keine Athletinnen am Start.

## Rekorde
| Weltrekord         | Choi Min-jeong | 2:14,354 min | Salt Lake City | 20. Februar 2010  |
| Olympischer Rekord | Zhou Yang      | 2:16,993 min | Vancouver      | 12. November 2016 |

## Ergebnisse

### Vorläufe
Beim olympischen Wettbewerb wurden insgesamt sechs Vorläufe durchgeführt, in welchen jeweils sechs Athletinnen an den Start gingen. Die drei Schnellsten qualifizierten sich für die Halbfinal-Wettbewerbe und sind grün markiert. Falls eine Starterin durch die Jury als ADV (advanced) gewertet und in die nächste Runde versetzt wurde, ist die Starterin blau markiert. Bei den rot markierten Starterinnen handelt es sich um jene, welche von der Jury disqualifiziert wurden.

#### Vorlauf 1
| Rang | Athletin          | Nation      | Zeit         |
| ---- | ----------------- | ----------- | ------------ |
| 1    | Arianna Fontana   | Italien     | 2:28,494 min |
| 2    | Jorien ter Mors   | Niederlande | 2:28,587 min |
| 3    | Sumire Kikuchi    | Japan       | 2:29,665 min |
| 4    | Kim Yeong-a       | Kasachstan  | 2:29,875 min |
| 5    | Shim Suk-hee      | Südkorea    | 2:39,984 min |
| –    | Sára Luca Bácskai | Ungarn      | DSQ          |

#### Vorlauf 2
| Rang | Athletin           | Nation              | Zeit         |
| ---- | ------------------ | ------------------- | ------------ |
| 1    | Han Yutong         | Volksrepublik China | 2:31,158 min |
| 2    | Marianne St-Gelais | Kanada              | 2:31,274 min |
| 3    | Martina Valcepina  | Italien             | 2:31,370 min |
| 4    | Kathryn Thomson    | Großbritannien      | 2:32,891 min |
| 5    | Anna Seidel        | Deutschland         | 2:56,976 min |
| –    | Jessica Kooreman   | Vereinigte Staaten  | DSQ          |

#### Vorlauf 3
| Rang | Athletin                | Nation                           | Zeit         |
| ---- | ----------------------- | -------------------------------- | ------------ |
| 1    | Suzanne Schulting       | Niederlande                      | 2:27,730 min |
| 2    | Deanna Lockett          | Australien                       | 2:28,996 min |
| 3    | Charlotte Gilmartin     | Großbritannien                   | 2:29,005 min |
| 4    | Michaela Sejpalová      | Tschechien                       | 2:30,012 min |
| 5    | Cheyenne Goh            | Singapur                         | 2:36,971 min |
| –    | Jekaterina Jefremenkowa | Olympische Athleten aus Russland | DSQ          |

#### Vorlauf 4
| Rang | Athletin             | Nation     | Zeit         |
| ---- | -------------------- | ---------- | ------------ |
| 1    | Kim A-lang           | Südkorea   | 2:20,891 min |
| 2    | Kim Boutin           | Kanada     | 2:21,149 min |
| 3    | Véronique Pierron    | Frankreich | 2:22,119 min |
| 4    | Magdalena Warakomska | Polen      | 2:23,693 min |
| –    | Anastassija Krestowa | Kasachstan | DSQ          |
| –    | Yuki Kikuchi         | Japan      | DSQ          |

#### Vorlauf 5
| Rang | Athletin             | Nation              | Zeit         |
| ---- | -------------------- | ------------------- | ------------ |
| 1    | Elise Christie       | Großbritannien      | 2:29,316 min |
| 2    | Zhou Yang            | Volksrepublik China | 2:29,587 min |
| 3    | Valérie Maltais      | Kanada              | 2:29,877 min |
| 4    | Tifany Huot-Marchand | Frankreich          | 2:29,996 min |
| 5    | Bianca Walter        | Deutschland         | 2:30,819 min |
| 6    | Maame Biney          | Vereinigte Staaten  | 2:31,819 min |

#### Vorlauf 6
| Rang | Athletin          | Nation                           | Zeit         |
| ---- | ----------------- | -------------------------------- | ------------ |
| 1    | Choi Min-jeong    | Südkorea                         | 2:24,595 min |
| 2    | Petra Jászapáti   | Ungarn                           | 2:25,022 min |
| 3    | Li Jinyu          | Volksrepublik China              | 2:25,034 min |
| 4    | Sofja Proswirnowa | Olympische Athleten aus Russland | 2:25,553 min |
| 5    | Lana Gehring      | Vereinigte Staaten               | 2:27,336 min |
| 6    | Shione Kaminaga   | Japan                            | 2:28,719 min |

### Halbfinalläufe
Es wurden beim olympischen Wettbewerb insgesamt drei Halbfinalläufe ausgetragen. Während im ersten Halbfinale durch den Juryentscheid zu Gunsten von Anna Seidel sieben Athletinnen am Start waren, starteten in den anderen beiden Halbfinalläufen nur sechs Athletinnen. Die zwei Schnellsten qualifizierten sich für das A-Finale und sind grün markiert. Mit hellgrüner Farbe sind die Starterinnen markiert, welche sich für das B-Finale qualifiziert haben. Falls eine Starterin durch die Jury als ADV (advanced) gewertet und in das A-Finale versetzt wurde, ist die Starterin blau markiert. Bei den rot markierten Starterinnen handelt es sich um jene, welche von der Jury disqualifiziert wurden.

#### Halbfinale 1
| Rang | Athletin           | Nation              | Zeit         |
| ---- | ------------------ | ------------------- | ------------ |
| 1    | Kim A-lang         | Südkorea            | 2:22,691 min |
| 2    | Kim Boutin         | Kanada              | 2:22,799 min |
| 3    | Han Yutong         | Volksrepublik China | 2:22,826 min |
| 4    | Martina Valcepina  | Italien             | 2:24,171 min |
| 5    | Véronique Pierron  | Frankreich          | 2:28,023 min |
| 6    | Anna Seidel        | Deutschland         | 3:00,658 min |
| –    | Marianne St-Gelais | Kanada              | DSQ          |

#### Halbfinale 2
| Rang | Athletin            | Nation         | Zeit         |
| ---- | ------------------- | -------------- | ------------ |
| 1    | Jorien ter Mors     | Niederlande    | 2:34,385 min |
| 2    | Arianna Fontana     | Italien        | 2:34,489 min |
| 3    | Sumire Kikuchi      | Japan          | 2:34,526 min |
| 4    | Suzanne Schulting   | Niederlande    | 2:34,632 min |
| 5    | Charlotte Gilmartin | Großbritannien | 3:00,691     |
| 6    | Deanna Lockett      | Australien     | 3:01,928     |

#### Halbfinale 3
| Rang | Athletin        | Nation              | Zeit         |
| ---- | --------------- | ------------------- | ------------ |
| 1    | Choi Min-jeong  | Südkorea            | 2:22,295 min |
| 2    | Petra Jászapáti | Ungarn              | 2:23,210 min |
| 3    | Zhou Yang       | Volksrepublik China | 2:23,485 min |
| 4    | Li Jinyu        | Volksrepublik China | 2:33,005 min |
| –    | Valérie Maltais | Kanada              | DSQ          |
| –    | Elise Christie  | Großbritannien      | DSQ          |

### Finalläufe
Beim olympischen Wettbewerb wurde ein B-Finale und ein A-Finale ausgetragen. Durch den Juryentscheid zu Gunsten der Chinesin Li Jinyu bestand das B-Finale nur aus 5 und das A-Finale aus 7 Starterinnen. Wenn eine Starterin von der Jury disqualifiziert wurde, ist sie rot markiert.

#### B-Finale
| Rang | Athletin          | Nation              | Zeit         |
| ---- | ----------------- | ------------------- | ------------ |
| 08   | Zhou Yang         | Volksrepublik China | 2:35,241 min |
| 09   | Han Yutong        | Volksrepublik China | 2:36,548 min |
| 10   | Suzanne Schulting | Niederlande         | 2:37,163 min |
| 11   | Sumire Kikuchi    | Japan               | 2:54,450 min |
| 12   | Martina Valcepina | Italien             | DSQ          |

#### A-Finale
| Rang | Athletin        | Nation              | Zeit         |
| ---- | --------------- | ------------------- | ------------ |
| 1    | Choi Min-jeong  | Südkorea            | 2:24,948 min |
| 2    | Li Jinyu        | Volksrepublik China | 2:25,703 min |
| 3    | Kim Boutin      | Kanada              | 2:25,834 min |
| 4    | Kim A-lang      | Südkorea            | 2:25,941 min |
| 5    | Jorien ter Mors | Niederlande         | 2:25,955 min |
| 6    | Petra Jászapáti | Ungarn              | 2:26,138 min |
| 7    | Arianna Fontana | Italien             | 2:27,475 min |